# Dinar jordański
Dinar jordański – jednostka monetarna Jordanii, dzieląca się na 100 piastrów.

## Historia
Dinar jordański został wprowadzony w 1949 roku zastępując funta palestyńskiego.
Do 1992 roku dinar jordański miał dwa różne nominały, w zależności od języka. W języku arabskim dinar dzielił się na filsy, kirszy, dirhamy i dinary, a w języku angielskim tylko na filsy i dinary. Od 1992 roku filsy i dirhamy nie są używane.

## Nominały monet i banknotów
Monety występują w nominałach:
- 0,5 piastra
- 1 piastr
- 2,5 piastra
- 5 piastrów
- 10 piastrów
- 1/4 dinara (25 piastrów)
- 1/2 dinara (50 piastrów)

Banknoty występują w nominałach:
- 1 dinar
- 5 dinarów
- 10 dinarów
- 20 dinarów
- 50 dinarów